# М-214
М-124 — советская малая дизель-электрическая подводная лодка типа «Малютка» серии XV, построенная на судостроительном заводе № 402.

## Строительство
Изначально корпус корабля (заводской номер 113) был заложен 31 мая 1941 года на заводе № 112 «Красное Сормово» в Горьком. В начале 1943 года корпус лодки (вместе с еще пятью корпусами той же серии) был перевезен по железной дороге на завод № 402 в Молотовск и получил заводской номер 306. Для организации работ по строительству лодок XV серии на заводе № 402 был сформирован отдел подводного судостроения под начальством Г. М. Трусова. Из-за нехватки материалов, специнструмента и квалифицированных рабочих спуск на воду произошел лишь 24 сентября 1946 года, а приемный акт был подписан 14 августа 1947 года. М-214 стала единственной лодкой этого проекта, достроенной в Молотовске. М-215 — М-218 перевезли в Ленинград и достроили там, а М-219 оставили в Молотовске, но не стали достраивать.

## Служба
М-124 включена в состав Северного флота 22 августа 1947 года под командованием капитана 3 ранга С. В. Трофимова. 25 июня 1948 года убыла из Полярного по Беломорско-Балтийскому каналу в Лиепаю и 2 сентября 1948 года перечислена в состав 4-го (Юго-Балтийского) флота. С 24 декабря 1955 года (после объединения Юго-Балтийского и Северо-Балтийского флотов) входила в состав Краснознамённого Балтийского флота. 
20 февраля 1959 года разоружена и исключена из состава ВМФ.